# Indice de récolte
En agriculture, l'indice de récolte (IR) (ou harvest index (HI) en anglais), est le rapport entre le rendement commercialisable d'une plante cultivée et la quantité totale de biomasse qui a été produite, exprimés en matière sèche. Cet indice, sans dimension, a une valeur comprise entre 0 et 1, il peut être aussi exprimé en pourcentage. Le rendement commercial peut être constitué par des grains (céréales), des graines (olégineux, légumineuses), des tubercules ou des fruits. L'indice de récolte peut se calculer aussi bien par rapport à la biomasse végétale totale (parties aériennes -feuilles et tiges- et souterraines -racines- de la plante), mais on utilise plus souvent la biomasse aérienne à cause de la difficulté à évaluer la biomasse souterraine.
Cette notion est surtout appliquée aux céréales. Une autre définition est la suivante : rapport, exprimé en pourcentage, entre le poids en matière sèche des grains et le poids, également en matière sèche, du total des organes aériens (au moment de la récolte).
Un autre indicateur voisin est le « ratio paille-grain » (RGP), utilisé pour les céréales, qui est le rapport des quantités de paille et de grains récoltées, exprimée en poids frais (avec les taux d'humidité à la récolte, en général de 12 à 15 % pour les grains. En outre, à la différence de l'indice de récolte, la quantité de paille ne tient pas compte des résidus abandonnés au sol, notamment des chaumes.
Chez le riz, la valeur du ratio paille-grain varie de 0,3 à 2,1 selon les variétés étudiées, tandis que l'indice de récolte varie de 0,4 à 1.
Des études statistiques ont montré que la variabilité de l'indice de récolte est moindre que celle du ratio paille-grain.
On a également défini un « indice de récolte Azote », comme étant la part de l'azote présent dans les grains à maturité par rapport à l'azote total présent dans les parties aériennes à maturité.

## Exemples
La valeur de l'indice de récolte varie considérablement selon les espèces et variétés de plantes cultivées. Ainsi chez le blé, les variétés semi-naines ont un indice de 0,47, contre 0,40 chez les cultivars standard, tandis que chez le riz, pour 21 cultivars à haut rendement, l'indice varie de 0,23 à 0,50.
Chez le manioc, la valeur de l'indice a été évaluée à 0,80 pour le cultivar MCol22 à neuf mois de culture.
| Culture | Minimum | Maximum | Moyenne |
| ------- | ------- | ------- | ------- |
| Millet  | 0,16    | 0,40    | 0,26    |
| Sorgho  | 0,25    | 0,56    | 0,27    |
| Maïs    | 0,25    | 0,56    | 0,42    |
| Riz     | 0,34    | 0,55    | 0,44    |
| Blé     | 0,35    | 0,49    | 0,41    |

## Histoire
L'expression « indice de récolte » (en anglais harvest index) a été forgée en 1962 par l'agronome australien Colin Malcolm Donald (1910-1985), qui l'a définie comme le rendement économique (grain) d'une culture de blé, exprimé sous la forme d'une fraction décimale du rendement biologique total, qu'il sous-entendait clairement comme étant la production totale de matière sèche des parties aériennes.
Avant lui, le Russe A.A. Nichiporovitch, en 1954, avait introduit les termes de « rendement biologique » et de « rendement économique », le premier désignant la matière sèche totale et le second la part économiquement utile du rendement biologique, tandis que dès 1914, l'Anglais Beaven, sélectionneur de variétés d'orge, avait proposé pour mesurer l'efficacité de la production de grains un indice qu'il appela « coefficient de migration », vulgarisé depuis sous le nom d'« indice de récolte ».